# Dusina (Fojnica)
Pour les articles homonymes, voir Dusina.
Dusina (en cyrillique : Дусина) est un village de Bosnie-Herzégovine. Il est situé dans la municipalité de Fojnica, dans le canton de Bosnie centrale et dans la fédération de Bosnie-et-Herzégovine. Selon les premiers résultats du recensement bosnien de 2013, il compte 554 habitants.

## Démographie

### Évolution historique de la population
| 1948 | 1953 | 1961 | 1971 | 1981 | 1991 | 2013 |
| ---- | ---- | ---- | ---- | ---- | ---- | ---- |
| -    | -    | 546  | 778  | 739  | 771  | 554  |

|  |

### Communauté locale
En 1991, la communauté locale de Dusina comptait 877 habitants, répartis de la manière suivante :